# عين إبل
عين إبل قرية من قرى جنوب لبنان تتبع إدارياً قضاء بنت جبيل وتبعد عن بيروت حوالي 140 كم وعن البحر حوالي 25 كلم بخط مستقيم، وتنتشر على تلة ترتفع من 750م وحتى 850م. طقسها جاف وقليل الرطوبة صيفاً، ولكن وقوعها بين البحر ومنخفض الحولة شرقاً، والذي ينخفض إلى مستوى سطح البحر، وعدم وجود جبال عالية خلفها مباشرةً يجعلها عرضة للرياح التي تلطف الجو صيفاً وتزيد من كمية المطر شتاء. ويشرف على عين-إبل في الشمال الشرقي وعلى بعد حوالي 50 كلم جبل الشيخ أو حرمون بينما يظهر جبل الريحان وتومات نيحا وجبل الباروك في الشمال، أما الجنوب فيسوره خط المرتفعات التي تشكل الحدود الإسرائيلية اللبنانية. هذا الأفق المفتوح والمتنوع حول عين إبل يجعلها من المواقع الجميلة.
يحدّها من الجهة الشرقية كسارة الرعيان ثم وادي يارون وهما الحدان الفاصلان بين يارون وعين إبل. وتمتد حدود عين إبل الشرقية إلى أرض القدام ومنها إلى خلّة الحمرة ومنها ينحرف الخط الفاصل بين بنت جبيل وعين إبل شمالا فيتصل بقبر النصراني وخلة المشتي إلى الصوّانه، ومنها إلى الجل الأصفر وبساتين شلعبون وجل السلطاني. وينتهي الحد عند جلالي الخربة ثم إلى بركة الدجاج ودرب تبنين وخلة اللبنة وعريض الدير وعريض سلوم. وهذه كلها فاصلة بين أرض الطيرة وعين إبل. ومن عريض سلوم يمتد الحد شمالا  إلى خلة خازن ثم إلى عريض السلّمي. ومن الجهة الغربية ينحرف الخط جنوبا إلى خلة بو شقيفه ثم إلى الدبش والنقار وعين حانين. ومن هناك ينعطف الخط غربا إلى مل ابن عسقول ويصعد منه جنوبا إلى الزيرة. وكل هذه الأراضي فاصلة بين خراج حانين وعين إبل. ومن الزيرة يصعد الخط إلى رويسة المعتق. ثم يدور جنوبا إلى الكروم ومنها إلى منزل بشاره وخربة كرسيفا، ومنها إلى الهواّية ووادي بوحميد. وهذه كلها فاصلة بين رميش وعين إبل. وينتهي الحد من الوادي المذكور إلى كسارة الرعيان. وفي داخل هذه الحدود تقع أراضي ذات تسميات عديدة منها شرقا: الظهور ودبش المعصرة وخلة الحمرة وقبر النصراني. ومنها شمالا: حاكورة أم عبوّد ووادي البخينق والدواوير والجروده والدوير وخلة عين الحرية وخربة شلعبون وجل السلطاني وأرض الطيرة وأرض الدير والموميا وخلة المل. ومنها غربا: عريض عين الفوقا والجبل وكروم الغرابي وخلة بوشقيفة وخلة حانين وشجرة المكبرة وخلة حانين والمغراقة والصوانة. ومنها جنوبا : المجدول وباب الوعرة والرباع والبلانة وشرتا وبسبسه وشقيف النحلة وكسارة الرعيان وهي بداية التحديد.

## السكان
تعد عين-إبل حوالي عشرة آلاف نسمة يتوزعون ككل اللبنانيين في أقطار العالم من الأميركيتين إلى أستراليا وأوروبا والبلاد العربية وتسكن جالية كبيرة منها في بيروت تعد حوالي 5000 نسمة وبينما يسكنها شتاء 2000 نسمة يرتفع هذا العدد صيفاً إلى 5000 نسمة.

## الآثار
يحيط بعين-إبل عدد من الأمكنة الأثرية غير المجهزة بعد للسياحة، نذكر منها:
- الخرب القديمة: خربة شلعبون، خربة الدوير، خربــة كرسيفا، خربة طربنين.
- العيون: عين التحتا (كنعانية-رومانية)، عين الحرية، عين طربنين.
- المدافن: نواويس شلعبون (جرانة الحبلى)، مدافن العين، مدافن الجرودة، مدافن شلعبون، مدافن كرسيفا.
- الهياكل أو ما تبقى منها: هيكل أبولون وديانا أو ارتميس عشتروت في الدوير، هيكل أشيرتا في شرتا.
- مغاور وكهوف: يوجد عدد من المغاور والكهوف في الوديان والتلال المحيطة بالبلدة معظمها يعود إلى العصور الكنعانية. وقد عُثر فيها على بقايا من الهياكل العظمية البشرية والأواني الزجاجية والفخارية والمعدنية. وبعضها لا يزال مطمور أو صعب الوصول إليه، بانتطار أن تقوم جهات أركيولوية متخصصة بالكشف العلمي عليه.

## التاريخ
عين-إبل القديمة سكنها الأموريون على ما يبدو ولو أن الاسم مركب بين آله الخصب الأموري أون والشخصية الآرامية التوراتية آبل. سكن الأموريون شعلبين (شلعبون) القريبة والتي تعتبر من خراج البلدة بينما سكن الكنعانيون بيت عناة (عيناتا) إلى الشمال منها وعين شمش التي قد تكون رميش (إرمش) إلى الجنوب. وقد بقي هيكل أشيرتا أو أشيرة حتى ما بعد زمن المسيح (لاجرانج) وهيكل أبولون وديانا أيضاً (راجع ارنست رينان في كتابه بالفرنسية Mission de Phenicie).
و قد يكون الاسم كنعاني أو تيمّناً بمدينة آبل في منطقة الجليل في إسرائيل وهو الاسم الكنعاني القديم لمدينة الناصرة التي سميت أيضاً ب «العين» وأيضا قديما «بعين آبل» وهي اليوم عين العذراء التي تعني أيضا عين الحياة.الناصرة
ولكن التواصل السكاني انقطع بعد الاحتلال الصليبي وبخاصة في فترة المماليك حيث قام هؤلاء بتهجير السكان المحليين ومنعهم من السكن حتى عمق 45 كلم من الساحل خاصة في مثلث صور - صفد - عكا بعد أن كان الأيوبيون قد منعوا الأهالي من الاتصال بالصليبيين. وعادت عين-أبل لتُبنى منذ أوائل عهد فخر الدين (1695) امتداداً للانتشار الماروني الذي بدأ مع حلول العثمانيين محل المماليك. وقد سكن هؤلاء الموارنة القادمون من شمال لبنان وتحديداً من حدث الجبة، حصرون وبشري وغيرها حول الخربة القديمة التي لم يزل بعض حجاراتها شاهداً في أبنية البلدة القديمة. بعد العهد المعني كان هؤلاء الفلاحون قد اندمجوا في المنطقة ويذكر أنه كان منهم من خدم في عداد خيالة الشيخ ناصيف النصار. وفي عهد الجزار عمل أهالي عين-إبل كغيرهم من أبناء المنطقة في السخرة لبناء القناة التي جرت الماء إلى عكا. وقد شكلت المرحلة التي تلت الجزار، وبسبب بعدها عن الحكم المركزي في بيت الدين (بشير الثاني) وعدم وجود زعامة محلية قادرة على ضبط الأمن، شكلت هذه المرحلة عودة غزوات البدوي وبقايا «الطياحة» ما فرض قيام نوع من القبضيات بالرد على الغزو بمثله ونشوء الزعامة العاقلة التي فرضت هيبتها بين القبائل الجنوبية والسكان المجاورين. وقد برز في البلدة دور المدرسة التي تعهدها الآباء اليسوعيون وجمعية راهبات القلبين الأقدسين، فكان ديرها من بين أقدم الأديرة التي أسسها اليسوعيون (حوالي 1857). كانت عين-إبل مركزا للإنتاج الزراعي المعتمد خاصة على الأشجار المثمرة. فهي مركز الزيت والزيتون والعنب ومشتقاته والتين وأنواع تصنيعه، إضافة إلى الحبوب والثروة الحيوانية ومنتجاتها. وقد كانت مركزاً لتجارة قامت بين حوران والساحل وبين صفد وصور ومن ثم ما بين الشام وصيدا ونابلس. أما الأزمات الأساسية التي أثّرت عليها فكان على رأسها الحرب العالمية الأولى التي ضربت اقتصاديات لبنان بأسره. ولكنها هنا، وبسبب الخدمة العسكرية الإجبارية التي فرضها الاحتلال العثماني على الرجال من سن الثامنة عشرة وحتى الخامسة والأربعين، فقد تدهورت العملية الإنتاجية زراعياً وتجارياً. ثم جاءت الأزمة الثانية وهي الهجوم الذي شنته عصابات مدعومة من الخارج ومعادية لقيام دولة لبنان الكبير المستقل أدى إلى مقتل 98 شخصاً غالبيتهم من الأطفال والنساء والمسنّين وإلى تهجير السكان بأكملهم مدة أكثر من ثلاثة أشهر. وقد خُرّبت القرية ونهبت وأحرقت المنازل وذلك في الخامس من أيار سنة 1920. ولكن عين-إبل استطاعت القيام من جديد لتعود زهرة الجنوب ومركز استقرار وإشعاع تربوي وثقافي. وقد استقبلت اللاجئين الفلسطينيين في 1948. وبقيت متمسّكة بصيغة العيش المشترك بين الطوائف اللبنانية أثناء الحرب التي فرضها الخارج على لبنان، متحمّلة شتّى الضغوط التي مارستها الأطراف المتصارعة على الأهالي والتي جرت عليهم الكثير من الويلات والمآسي. أنجبت عين أبل وجوها برزت في مختلف الميادين ولاسيما في الدين والوطن والقضاء والتعليم والإعلام والفنون والعلوم والاقتصاد والأعمال.

## شخصيات ووجوه في تاريخ عين إبل
من الآباء وأعضاء الجمعيات الدينية: المنسيور إيلي بركات، الأب سمعان صيداوي من جمعية الآباء البولسيين في حريصا، الأب إتيان بركات من الرهبنة الانطونية، الأب يوسف مسعود خريش من جمعية الآباء المرسلين اللبنانيين في دير الكريم قرب جونية، والأخ بشارة سمعان صقر والأخ نويل قيصر صقر من جمعية الأخوّة للمدارس المسيحية، وغيرهم من المعاصرين والسابقين المغمورة اسماؤهم.
- عبد المسيح الياس الطويل
- الخوري موسى صادر وأحفاده.
- الخوري إبراهيم دياب الأول والثاني
- الخوري حنا دياب
- الراهبة رفقة دياب: أول راهبة من عين إبل ترهبت في دير حراش كسروان بالتزامن مع الراهبة رفقة التي أعلنت قداستها. وهناك تقليد عينبلي يقول أن الراهبة رفقة القديسة التي يدور حول هويتها غموض كبير حتى اليوم هي رفقا العن إبلية نفسها. المسألة مطروحة على المؤرخين والباحثين لجلاء الغموض.
- الخوري بطرس دياب: من خريجي مدرسة عين ورقة. ترجم كتيّب «سلاح المحارب في مقاومة التجارب» من اللغة الإيطالية إلى العربية.
- الخوري يوسف فرح: نال الدكتورة في الفلسفة واللاهوت من الجامعة اليسوعية في بيروت. مدير مدرسة مار يوسف للآباء اليسوعيين في عين إبل وخادم رعيتها. توفي سنة 1949.
- البطريرك الكاردينال مار أنطونيوس بطرس خريش
- المطران الياس فرح: من مواليد كفربرعم، عاش وتعلم في عين إبل برعاية قريبه الخوري يوسف فرح. أصبح مطراناً على أبرشيّة قبرص المارونية التي مقرها في إنطلياس لبنان. مؤسس مدرسة يسوع ومريم في قرنة شهوان. كان سباقا في اعتماد اللغة الإنكليزية لغة تعليمية إلى جانب العربية والفرنسية في النظام التعليمي الكاثوليكي في لبنان.
- المطران مارون صادر راعي ابرشية صور للموارنة السابق
- الاب بولس سماحة الرئيس العام السابق لجمعية الاباء المخلصيين وغيره من رجال الدين العين ابليين.
- الأب يوسف مسعود خريش، م.ل. ولد في عين إبل سنة 1914 ودخل جمعية المرسلين اللبنانيين الموارنة في دير الكريم غوسطا سنة 1930. جرى الاحتفال بسيامته الكهنوتية في الأرجنتين سنة 1942. وهناك رئس تحرير مجلة «المرسل» التي كانت تصدر في بويناس أيرس باللغتين العربية والإسبانية. خدم في عدة مراكز للرسالة المارونية اللبنانية في الأرجنتين وأهمها Fe Cordoba Santa. عاد إلى لبنان سنة 1966 وعين معلما ومرشدا في اكليريكية الجمعية من 1967 إلى 1971، ومن ثم في دير المخلص - الكريم، غوسطا حتى وفاته ودفنه فيه بتاريخ 30 تشرين الأول أكتوبر 2002.
- المنسنيور البير خريش

## وصلات خارجية
- موقع بلدة عين إبل
- موقع عائلة خريش http://www.khoreich.com
- موقع بلدية عين ابل: